# Gare de Torpes - Boussières
La gare de Torpes - Boussières est une halte ferroviaire française de la ligne de Franois à Arc-et-Senans, située sur le territoire de la commune de Torpes, à proximité de Boussières, dans le département du Doubs, en région Bourgogne-Franche-Comté.

## La gare
La gare est fermée[pas clair] mais il existe toujours un arrêt pour quelques TER. Le bâtiment voyageurs a été rasé.

### Situation ferroviaire
Elle se situe entre les arrêts de Byans (côté Mouchard/Lons-le-Saulnier) et Montferrand - Thoraise (côté Besançon-Viotte) au point kilométrique n° 8,732.

### Intermodalité
La gare est desservie par la ligne  55  du réseau de transport en commun Ginko.

## Fréquentation
La fréquentation de la gare est détaillée dans le tableau ci-dessous :
| Année     | 2015  | 2016  | 2017  | 2018  | 2019  | 2020  | 2021  | 2022  | 2023  |
| --------- | ----- | ----- | ----- | ----- | ----- | ----- | ----- | ----- | ----- |
| Voyageurs | 2 288 | 2 373 | 1 492 | 2 086 | 2 743 | 3 100 | 3 324 | 3 799 | 3 124 |

## Galerie photos

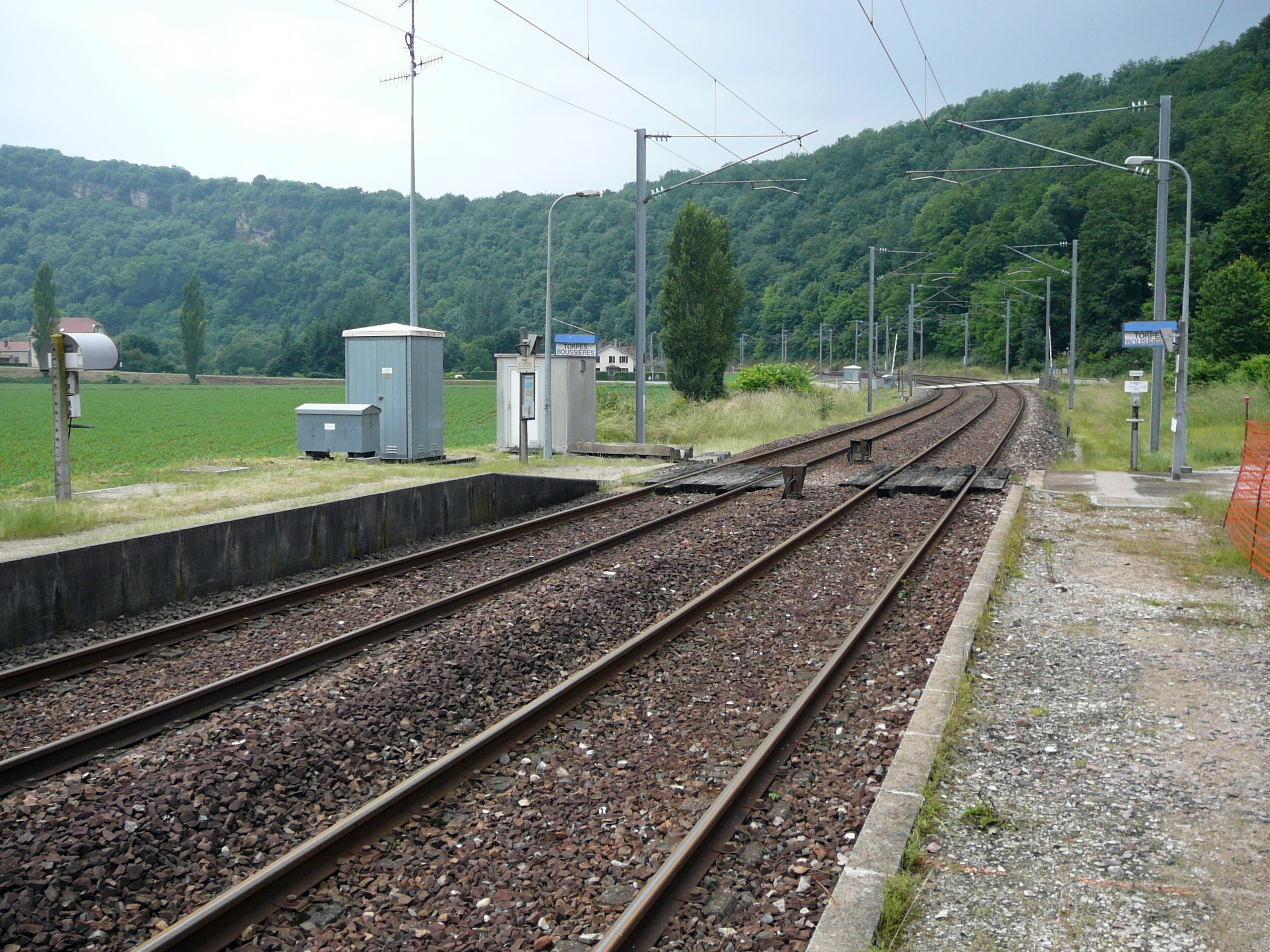
Vue direction Mouchard/Lons le Saulnier.

## Desserte
Les matériels TER utilisés sur cette ligne sont des ATER, Z2, ZGC, XGC et des rames réversibles régionales.
| Origine         | Arrêt précédent        | Train | Train                       | Train | Arrêt suivant | Destination                        |
| --------------- | ---------------------- | ----- | --------------------------- | ----- | ------------- | ---------------------------------- |
| Besançon-Viotte | Montferrand - Thoraise |       | TER Bourgogne-Franche-Comté |       | Byans         | Lons-le-Saunier ou Bourg-en-Bresse |